# Lind-Gesänge
Lind-Gesänge ist ein Walzer von Johann Strauss (Sohn) (op. 21). Das Werk entstand im April/Mai 1846 und wurde am 28. Mai des gleichen Jahres bei einer Festsoirée zu Ehren der Sängerin Jenny Lind im Dommayer in Hietzing erstmals aufgeführt.

## Entstehung
Jenny Lind, die „Schwedische Nachtigall“, feierte am 22. April 1846 ihr Debüt in Wien, was von den „enthusiastischen Kundgebungen“, so eine zeitgenössische Kritik. Am 9. Mai wird der Walzer angekündigt, noch unter dem Titel Lind-Enthusiasten. Bei der Erstaufführung trug er bereits den Titel Lind Gesänge.

## Einzelnachweis
1. ↑  Quelle: Englische Version des Booklets (Seite 19) der 52 CDs umfassenden Gesamtausgabe der Orchesterwerke von Johann Strauß (Sohn), Hrsg. Naxos (Label). Das Werk ist als elfter Titel auf der 3. CD zu hören.